# 丹尼尔·布兰登斯坦
丹尼尔·查尔斯·布兰登斯坦（英語：Daniel Charles Brandenstein，1943年1月17日—），前美國海軍上校及美国国家航空航天局宇航员，执行过STS-8、STS-51-G、STS-32以及STS-49任务。

## 生平
布兰登斯坦于1978年1月被美国宇航局选中，于1979年8月成为一名宇航员。他是航天器的通讯员(CAPCOM）和STS-1的宇航员支持组成员。(航天飞机的首次飞行)的宇航员支持组成员。他随后被分配到STS-2宇航员支持组，并在前两次航天飞机飞行中担任上升CAPCOM。作为一名参加过四次太空飞行的老兵--STS-8（1983年8月30日至9月3日）、STS-51-G（1985年6月17日至24日）、STS-32（1990年1月9日至20日）和STS-49（1992年5月7日至16日），布兰登斯坦在太空中记录了超过789小时。在他第二次太空飞行后，他担任了飞行机组操作的副主任。1987年4月至1992年9月期间，布兰登斯坦担任宇航员办公室主任。
1992年10月，他从美国航空航天局和美国海军退休。
布兰登斯坦是STS-8的飞行员，这是他的第一次飞行，于1983年8月30日从佛罗里达州肯尼迪航天中心发射。这是轨道飞行器"挑战者号"的第三次飞行，也是第一次夜间发射和夜间降落的任务。在这次任务中，机组成员部署了印度国家卫星（INSAT-1B）；操作了加拿大制造的远程操纵系统(RMS)与有效载荷飞行测试装置(PFTA)；用活细胞样本操作连续流电泳系统(CFES)；进行医学测量以了解太空飞行的生物生理影响，并启动各种地球资源和空间科学实验以及四个"Getaway Special"罐。STS-8在145小时内完成了98次地球轨道飞行，然后于1983年9月3日在加州爱德华兹空军基地着陆。
在他的第二次任务中（1985年6月17日至24日），布兰登斯坦指挥轨道飞行器"发现号"上的STS-51-G乘员。在这次为期七天的任务中，机组成员为墨西哥（Morelos）、阿拉伯联盟部署通信卫星。(Arabsat)和美国(AT&TTelstar)。他们使用远程操纵系统（RMS）来部署并随后收回SPARTAN卫星，该卫星在与航天飞机分离时进行了17小时的X射线天文学实验。此外，机组人员还启动了自动定向凝固炉（ADSF）和六个 "Getaway Special"部件，他们还参加了生物医学实验，并进行了激光跟踪实验，作为战略防御倡议的一部分。这次任务在112个地球轨道上完成，历时约170小时。
布兰登斯坦随后指挥了STS-32的船员。(1990年1月9日至20日)。在迄今为止最长的一次航天飞机任务中，轨道飞行器"哥伦比亚号"上的机组成员成功地部署了 SyncomIV-F5卫星。并收回了9,724公斤（21,393磅）的长期暴露设施 （LDEF)使用RMS。他们还进行了各种甲板中部的实验，包括使用流体实验装置（FEA）的微重力干扰实验（MDE）、蛋白质晶体生长（PCG）、美国飞行超声心动图（AFE）、纬度/经度定位器（L3）、中尺度闪电实验（MLE）、Neurospora的特性。昼夜节律（CNCR）和IMAX相机。此外，还进行了许多医疗测试目标，包括飞行中的下体负压（LBNP）、飞行中的有氧运动和肌肉表现，以评估人类对延长任务的适应性。在261小时内绕地球173圈后，任务以夜间降落在加利福尼亚结束。